# NEW Energie
NEW energie GmbH est une entreprise allemande, spécialisée dans la fourniture de services au public (particuliers, entreprises) dans le secteur marchand comme l'électricité, le gaz naturel, et l'enlèvement des déchets. Cet opérateur régional est présent principalement dans le secteur de Mönchengladbach.

## Histoire de la société
2005 - Création de la société en tant que filiale commune des sociétés NVV AG et west, opérant dans le même secteur d'activité (eau potable, électricité, gaz...)
2006 - NEW Energie à l'intention de se diversifier dans la fourniture de services de télécommunications (accès à l'internet haut débit, téléphonie sur IP, etc.) en utilisant une technologie d'accès sans fil de type WiMax dans des zones ayant très peu de couverture à haut débit fixe ADSL ou câble. Les services sont en fait délivrés au moyen d'un accord de sous-traitance avec un opérateur spécialisé dans ce domaine.
2007 - NEW Energie investit avec NVV AG dans des installations de détartrage décentralisées (sur le marché du traitement des eaux) et fournit également les services de transport de passagers dans la région de Mönchengladbach.